# 1071
Évszázadok: 10. század – 11. század – 12. század
Évtizedek: 1020-as évek – 1030-as évek – 1040-es évek – 1050-es évek – 1060-as évek – 1070-es évek – 1080-as évek – 1090-es évek – 1100-as évek – 1110-es évek – 1120-as évek
Évek: 1066 – 1067 – 1068 – 1069 –  1070 – 1071 – 1072 – 1073 – 1074 – 1075 – 1076

## Események
- augusztus 26. – A manzikerti csatában Alp Arszlán nagyszeldzsuk szultán legyőzi a bizánci sereget, a csatában IV. Rómanosz császár is fogságba esik, a szeldzsuk törökök ellenőrzésük alá vonják Kis-Ázsiát. IV. Romanosz helyett felesége Eudokia Dukaina már másodszor lép trónra, de október 24-én fia VII. Mikhaél leteszi.
- október 24. – VII. Mikhaél bizánci császár trónra lépése (1078-ban lemond).
- A normannok elfoglalják Barit, az utolsó dél-itáliai bizánci kézen levő várost.
- A bizánci császár besenyő határőrei betörnek az országba, mire Salamon és a hercegek ostrom alá veszik, majd elfoglalják Belgrádot. A várparancsnok azonban nem Salamonnak, hanem Géza hercegnek adja át a várat.[1]
- A bizánci császár koronát küld Gézának, mire kiéleződnek az ellentétek a király és a hercegek között.

## Születések
- október 22. – IX. Vilmos aquitániai herceg († 1127)